# Świerzyny
Świerzyny – wieś w Polsce, położona w województwie łódzkim, w powiecie zduńskowolskim, w gminie Zapolice.
| SIMC    | Nazwa    | Rodzaj    |
| ------- | -------- | --------- |
| 0721455 | Adamówek | część wsi |

W latach 1975–1998 miejscowość administracyjnie należała do województwa sieradzkiego.